# Tabanus bequaertianus
Tabanus bequaertianus är en tvåvingeart som beskrevs av Alex Fain 1949. Tabanus bequaertianus ingår i släktet Tabanus och familjen bromsar.
Artens utbredningsområde är Kongo. Inga underarter finns listade i Catalogue of Life.